# Rádio Luanda
Rádio Luanda est une station de radio angolaise appartenant à la compagnie de radiodiffusion publique Rádio Nacional de Angola. Elle s'adresse en priorité aux habitants de Luanda et de son agglomération, où elle est diffusée en modulation de fréquence (99.9 MHz) et en modulation d'amplitude (1010 kHz).
Cette station généraliste traite en priorité de l'actualité locale et de façon plus générale, de la vie dans la capitale, d'un point de vue culturel, économique ou encore social. Sa grille des programmes intègre informations (flashs locaux et reprise, à 13 heures et à 20 heures, du journal de Canal A), divertissement (programme Bamuluka, en kimbundu, Tarde viva, en portugais) ou sport (reprise de certaines émissions de Rádio 5).
Rádio Luanda émet 24 heures sur 24 et est diffusée en direct sur internet.